# Joseph John Oudeman
Joseph John Oudeman OFMCap (* 2. März 1942 in Breda) ist ein niederländischer, römisch-katholischer Ordensgeistlicher und emeritierter Weihbischof in Brisbane.

## Leben
Joseph John Oudeman trat der Ordensgemeinschaft der Kapuziner bei und legte am 7. Dezember 1962 die Profess ab. Der Bischof von Sale, Patrick Francis Lyons, spendete ihm am 29. Juni 1966 die Priesterweihe.
Papst Johannes Paul II. ernannte ihn am 30. November 2002 zum Weihbischof in Brisbane und Titularbischof von Respecta. Der Erzbischof von Brisbane, John Alexius Bathersby, spendete ihm am 11. Februar des nächsten Jahres die Bischofsweihe; Mitkonsekratoren waren Francesco Canalini, Apostolischer Nuntius in Australien, und John Joseph Gerry, emeritierter Weihbischof in Brisbane.
Papst Franziskus nahm am 28. März 2017 seinen altersbedingten Rücktritt an.
Joseph John Oudeman ist Großoffizier des Ritterordens vom Heiligen Grab zu Jerusalem und Koadjutor von Mark Coleridge, dem Großprior der Statthalterei Queensland des Ordens.